# Miguel Ángel Contreras Llajaruna
Miguel Ángel Contreras Llajaruna (Cajabamba, 5 de julio de 1979) es un eclesiástico católico peruano, miembro de la Sociedad de María, obispo auxiliar del Callao desde 2025.

## Biografía

### Primeros años
Nació el 5 de julio de 1979, en la ciudad peruana de Cajabamba, Cajamarca.
Su vocación religiosa tuvo raíces familiares, pero se fortaleció en el colegio público donde creció. Fue allí donde, durante una experiencia pastoral, conoció a un diácono cuya labor lo inspiró profundamente.

Me pregunté por qué yo no podía hacer lo mismo que él: servir a la gente y participar en las celebraciones litúrgicas.
Miguel Ángel Contreras, 2020.

El momento clave llegó durante su confirmación, cuando descubrió su vocación religiosa.

### Formación
Ingresó al Seminario de los PP. Maristas de Sullana (Piura), realizando el año de propedéutico en 1998.
Cursó sus estudios de Filosofía en el Instituto Superior de Estudios Teológicos Juan XXIII en Lima, y los de Teología en el Instituto Teológico Salesiano Cristo Resucitado en Guadalajara (México). Posteriormente, obtuvo una maestría en Sagrada Escritura por la Faculdade Jesuíta de Filosofia e Teologia en Belo Horizonte (Brasil) y una maestría en Gestión y Liderazgo Educativo por la Universidad Marcelino Champagnat de Lima.

### Vida religiosa
El primer acercamiento con los PP. Maristas ocurrió gracias a un compañero del colegio. Sus hermanos trabajaban en un colegio dirigido por los maristas en Sullana, y fue él quien lo animó a conocer más sobre su labor. Aceptó la invitación y vivió una experiencia en el colegio parroquial San Pedro Chanel. Durante un mes, compartió con los hermanos y se sumergió en su estilo de vida. Ese encuentro inicial, acompañado de un proceso de discernimiento y guía, fue decisivo: a partir de allí, tomó la decisión de continuar con su formación dentro de la congregación.
Ingresó a la congregación clerical de la Sociedad de María, realizando el noviciado durante un año en Curitiba (Brasil). Al regresar a Perú, dedicó dos años de pastoral en Lancones. Luego de ese tiempo, realizó su profesión de votos religiosos.

Primero consagré mi vida mediante los votos y, después, recibí la ordenación diaconal.
Miguel Ángel Contreras, 2020.

Sirvió en la parroquia Santo Toribio de Mogrovejo. Su ordenación sacerdotal fue el 25 de abril de 2008, en su ciudad natal, Cajabamba.
Como sacerdote desempeñó los siguientes ministerios:
- Promotor del colegio parroquial San José, en La Perla (2012-2021).
- Administrador de la capilla Virgen Misionera, en La Perla (2012-2015).[1]
- Párroco primis de la Virgen Misionera, en La Perla; regentada por los PP. Maristas (2015-2022).
- Vicario episcopal para la Vida Consagrada (2021-2025).[3]
- Director general de la Red de Colegios Parroquiales de la diócesis del Callao (2022-2025).
- Superior del Distrito América del Sur de los PP. Maristas (2022-2025).

### Episcopado
El 15 de mayo de 2025, el papa León XIV lo nombró obispo titular de Babra y obispo auxiliar del Callao. Este fue el primer nombramiento episcopal durante el pontificado de León XIV. Fue consagrado el 12 de julio del mismo año, en la Catedral del Callao, a manos del obispo Luis Alberto Barrera Pacheco.